# Fidget Spinner

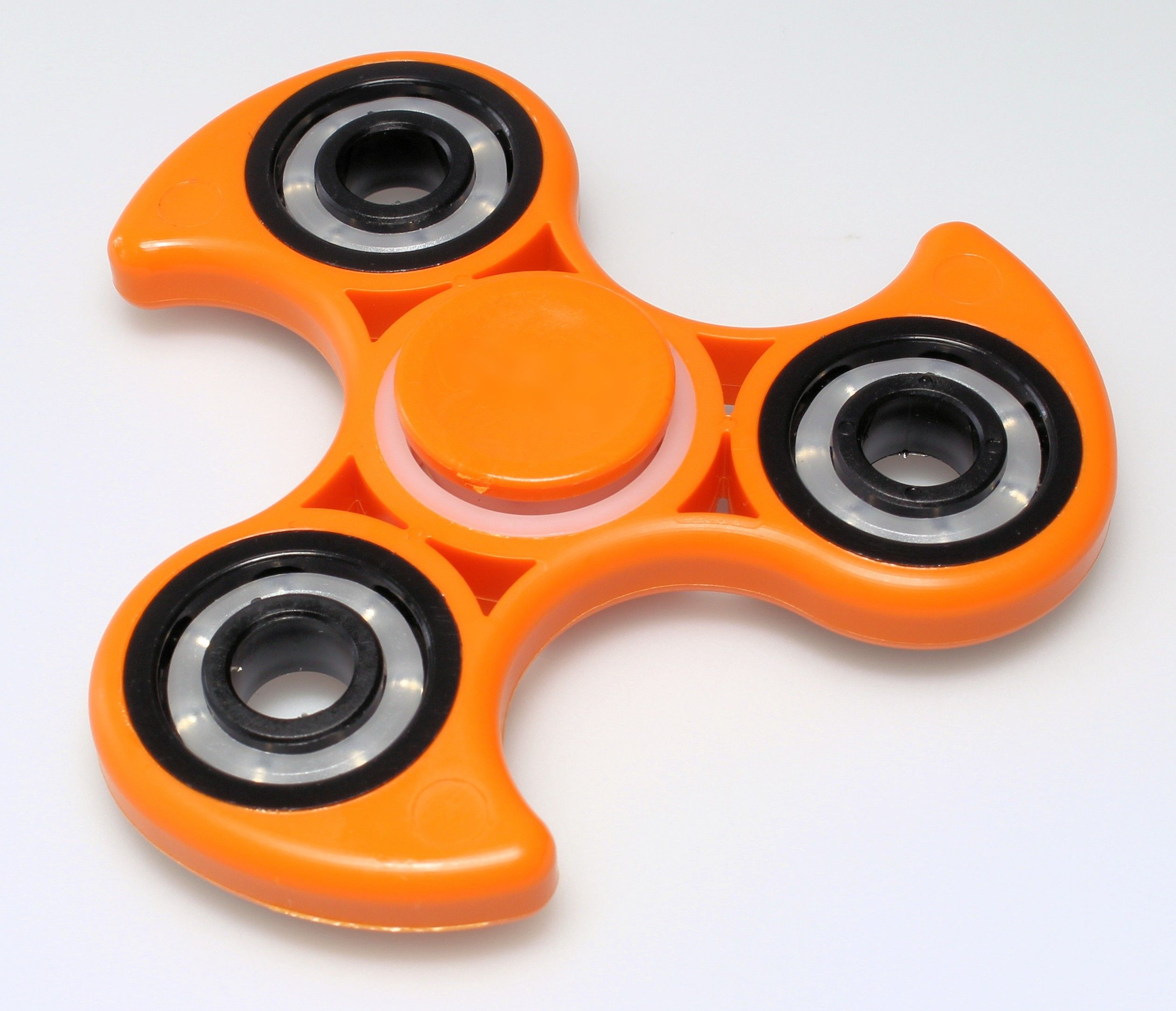
Fidget Spinner mit Kugellagern

Ein Fidget Spinner (von englisch fidget für Unruhe/Zappelphilipp und to spin für wirbeln/kreiseln), im Deutschen auch Handkreisel genannt, ist ein Spielzeug, das aus einem mittig platzierten Kugellager und mehreren Auslegern besteht.

## Geschichte
1993 wurde ein ähnliches Spielzeug mit einer einfachen Scheibe und einem Dom in der Mitte von der US-Amerikanerin Catherine A. Hettinger als Patent angemeldet. Hettinger bot das Spielzeug unter anderem Hasbro an, das Unternehmen war daran aber nicht interessiert. Hettinger vertrieb ihre Drehscheibe daraufhin selbst durch Angebote beispielsweise auf Flohmärkten. Im Jahr 2005 verzichtete Hettinger auf eine Erneuerung des bestehenden Patents, infolgedessen verlor sie die Rechte an ihrer Erfindung.

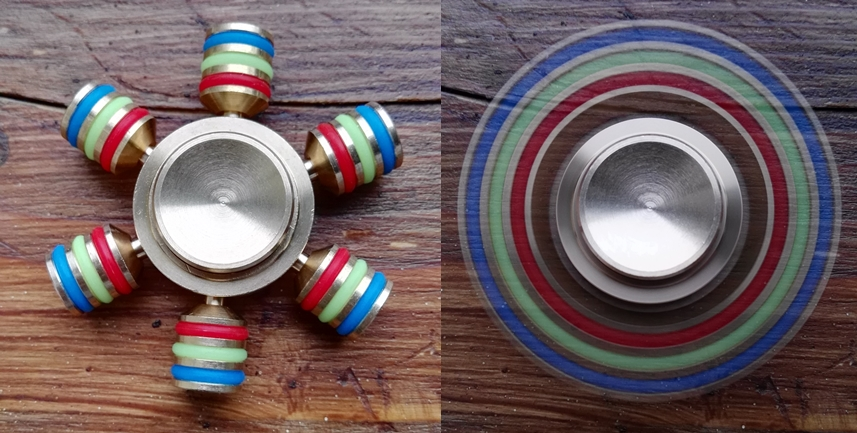
Ein sechsarmiger Fidget Spinner ruhend und in Rotation

Jahre später werden die häufig etwa handtellergroßen Fidget Spinner von einer Vielzahl an Herstellern angeboten. Es gibt sie in verschiedenen Varianten, Farben und Formen. Die typischerweise mindestens drei Ausleger (auch: „Flügel“ oder „Arme“) um das mittig angeordnete Kugellager tragen teilweise Gewichte, die ebenfalls kugelgelagert sein können. Manche Modelle erzeugen beim Drehen Muster, blitzen auf oder leuchten im Dunkeln.
Im Forbes-Magazin wurden Fidget Spinner Ende 2016 als „Must-Have Office Toy For 2017“ bezeichnet.
In den USA wurden Fidget Spinner ab Anfang 2017, in Deutschland ab dem Frühjahr desselben Jahres besonders populär und entwickelten sich „nach Zauberwürfel, Tamagotchi und zuletzt Pokémon Go […] zum neuen Trendspielzeug“, so das Wochenmagazin Stern. Von März bis Juni 2017 wurden laut Bundesverband des Spielwaren-Einzelhandels alleine in Deutschland über eine Million Euro umgesetzt. Der Hype führte zu Lieferengpässen, mitunter sahen sich Schulen gezwungen, das Spielzeug auf ihrem Gelände zu verbieten.

## Spielvarianten
Der Fidget Spinner kann am einfachsten zwischen Daumen und Zeigefinger oder Mittelfinger gehalten und mit den Fingern derselben oder der anderen Hand in Rotation versetzt werden.
Wie beim Spiel mit einem Jo-Jo oder einem Fingerboard können darüber hinaus verschiedene Bewegungen und Tricks vollführt werden, wie zum Beispiel besonders lange Laufzeiten, das Balancieren auf Finger, Nase und Ellenbogen oder der Wechsel der haltenden Finger (Jonglieren). Das Spielzeug kann auch geworfen und gefangen werden, wobei die Rotation nicht angehalten werden darf.

## Therapeutischer Nutzen
Die Beschäftigung mit dem Spielzeug soll Nervosität abbauen. Ein von Herstellern behaupteter therapeutischer Nutzen, beispielsweise bei einer Aufmerksamkeitsdefizit-/Hyperaktivitätsstörung (ADHS) oder bei Autismus, ist Thema von Untersuchungen, aber wissenschaftlich fundierte Aussagen konnten diesbezüglich bisher nicht getroffen werden.
Andere einfach zu handhabende Gegenstände, die wie der Fidget Spinner einen Rückzug aus Stress-Situationen ermöglichen sollen, sind der Fidget Cube, so genannte Anti-Stress-Bälle oder Handschmeichler.